# Gilles Michaud
Pour les articles homonymes, voir Michaud.
Gilles Michaud, né le 8 août 1935 à Saint-Cyrille-de-Lessard et mort le 13 janvier 2022, est un homme d'affaires et homme politique québécois.

## Biographie
De 1976 à 1981, il est député de La Prairie à l'Assemblée nationale du Québec.